# تپه دشقاب B
تپه دشقاب B در شهرستان شیراز، بخش کوار، روستای مظفری واقع شده و این اثر در تاریخ ۲ آبان ۱۳۸۲ با شمارهٔ ثبت ۱۰۴۹۵ به‌عنوان یکی از آثار ملی ایران به ثبت رسیده است.